# 葛瑞格·貝爾
葛瑞格·貝爾（英語：Greg Bear，1951年8月20日—2022年11月19日），是美國科幻小說作家。
他的作品題材涵蓋銀河衝突（The Forge of God），人工宇宙（The Way），意識和文化習俗（Queen of Angels）和加速進化（Blood Music, Darwin's Radio, Darwin's Children）。
他最近的作品是《最後一戰》先行者三部曲。葛瑞格·貝爾也是圣地亚哥国际漫画展共同創始人之一。

## 外部連結
- 官方网站
- 2010 Interview on the Geek's Guide to the Galaxy Podcast （页面存档备份，存于）